# Ofensiva de Abu Kamal (2017)
La Ofensiva de Abu Kamal 2017, nombre código Operación Fajr-3 (traducido Amanecer 3), fue una ofensiva militar lanzada por el Ejército árabe sirio y sus aliados contra miembros del Estado islámico de Irak y el Levant (ISIL) en la provincia de Deir ez-Zor. El objetivo de la ofensiva era capturar el último baluarte urbano de Estado Islámico en Siria, la ciudad fronteriza de Abu Kamal. Esta ofensiva fue una parte de la campaña de Siria Oriental.
La ofensiva tuvo lugar al mismo tiempo que la campaña de Irak Occidental, la cual tenía como objetivo liberar la ciudad fronteriza de Al-Qa'im y el resto de Irak occidental.

## La ofensiva

### Avance a la frontera
El 23 de octubre, el ejército lanzó la ofensiva para recuperar Abu Kamal; en las siguientes 48 horas, 42 milicianos del EI y 27 en un intento de Daesh de detener el avance del ejército. El 25 octubre, Daesh intentó empujar a las SAA fuera de la ciudad Al-Asharah, así como partes de Al-Quriyah, a lo largo del banco occidental del Éufrates. Entretanto, seguían los encarnizados combates por la Estación de Bombeo T-2 en el campo suroccidental de Abu Kamal, con el Ejército sirio y Hezbollah tratando de rodear la estación por tres lados. El 26 de octubre, las SAA capturaron la Estación de Bombeo, después de que cuál instalaron posiciones a 45 km (28 mi) de Abu Kamal. Los avances del gobierno estuvieron respaldados por bombardeos de la RuAF.
El 27 de octubre, cuando las SAA estaban a menos de 40km de Abu Kamal, EI preparaba los defensas de la ciudad. Al día siguiente, un contraataque de Daesh empujó a las SAA hacia la estación T-2,  además atacaron la ciudad de Al-Quriyah recuperando algunas partes. El 29 de octubre, se replegaron a más de 60 km al suroeste de Abu Kamal, también retiraron de Al-Quriyah y Mahkan a Mayadin después de padecer fuertes pérdidas en varias emboscadas.
Para el 31 octubre, el contraataque de Daesh sobre la  Estación T-2 fue repelido y estaban a 50 kilómetros de Abu Kamal. Al día siguiente, seis Tu-22MZ de la RuAF golpearon las posiciones de Estado Islámico fuera de Abu Kamal. El 3 de noviembre, las fuerzas de seguridad iraquíes capturaron la ciudad iraquí de Al-Qa'im, en el lado opuesto de la frontera de Abu Kamal. En la tarde, fuerzas paramilitares iraquíes cruzaron la frontera de Al-Qa'im y atacaron las posiciones de Daesh en el Hiri área en las afueras de Abu Kamal, pero fueron repelidas regresando tras la frontera al día siguiente. El 5 de noviembre, fuerzas de gobierno llegaron a 15 km de Abu Kamal, logrando la frontera iraquí.

### Primer ataque a la ciudad
Después de que el Ejército sirio se encontró con las milicias iraquíes en la frontera el 8 de noviembre, el ejército sirio y sus aliados lanzaron una rápida ofensiva contra Abu Kamal, penetrando en la ciudad. Durante el enfrentamiento, Hezbollah, que tenía centenares de milicianos participando en la batalla, cruzaron a Irak desde donde atacaron Abu Kamal junto con las milicias iraquíes. El Ejército sirio también había entrado en Irak y atacado Abu Kamal desde Al-Qa'im. La entrada del Ejército sirio y sus aliados a Irak se dio con el permiso del ejército iraquí. En el anochecer, se informó que Abu Kamal había sido tomada, mientras que el SOHR lo negó y dijo que solo se había tomado algunas partes de la ciudad. Al día siguiente, SOHR confirmó la toma de Abu Kamal después de que las fuerzas de Daesh se retiraron de la ciudad a través de una ruta de escape al norte de esta. El ejército sirio también declaró la captura de Abu Kama: ″La liberación de la ciudad es de gran importancia ya que representa un anuncio de la caída de proyecto de la organización terrorista en la región, y en general, un derrumbamiento de las ilusiones de sus patrocinadores y seguidores para dividirlo.″ El ejército posteriormente empezó a peinar la ciudad como parte de las operaciones de desminado. Entretanto, las SAA continuaron sus operaciones en el área y  capturaron el aeródromo del Hamdan, al norte de Abu Kamal.
La tarde del 9 de noviembre, Daesh lanzó un contraataque recapturando el 40 por ciento de Abu Kamal, incluyendo varios barrios en el norte de la ciudad. Al día siguiente, el lucha llegó al centro de la ciudad. Entretanto, Hezbollah informó que Abu Bakr al-Baghdadi, estaba en Abu Kamal durante la agresión en la ciudad. El 11 de noviembre, los bombardeos se intensificaron buscando sacar a los milicianos de Daesh fuera de Abu Kamal. Al llegar a este punto Daesh empleó ataques sorpresa desde dentro de túneles en el centro de ciudad. El contraataque consistió en decenas de ataques suicidas que causaron graves pérdidas en las SAA, obligándolas a retirarse a dos kilómetros de la ciudad. 

### Segundo ataque a la ciudad
El 12 de noviembre, fuerzas del gobierno sirio lanzaron un ataque sobre Abu Kamal desde Mayadin, avanzando por el desierto y logrando capturar posiciones a 25 kilómetros al oeste de la ciudad. El 17 de noviembre, fuerzas del Ejército sirio volvieron a asaltar la ciudad, tomándola el 19 noviembre.
Los enfrentamientos en los campos circundantes se prolongaron hasta el 6 de diciembre. Durante los combates librados entre el 15 noviembre y el 3 diciembre, murieron 447 soldados de ambos bandos. Durante ese  periodo de tiempo las SAA avanzaron por la orilla occidental del Éufrates, dejando atrapado a Estado Islámico en una bolsa al sureste de Mayadin. La bolsa fue cerrada el 21 de noviembre, y en los días siguientes el Ejército fue tomando posesión de ella. Para el 28 noviembre, la bolsa había quedado eliminada y la ciudad de Al-Quriyah fue tomada. El ejército entonces continuó con sus operaciones para que las fuerzas que avanazaban desde el sureste de Mayadin enlazaran con las fuerzas en Abu Kamal. Para el 5 diciembre, la brecha era de 10 km y el 6 de diciembre ambos contingentes se encontraron capturando toda la orilla occidental del Éufrates, y las fuerzas de Estado Islámico retrocedieron al campo occidental de Deir ez-Zor. Durante la acometida final a lo largo del Éufrates, Daesh lanzó un gran número de ataques suicidas que causaron grandes pérdidas en las SAA.